# Lindo
Lindo (in greco Λίνδος?, Lindos) è una frazione di 3633 abitanti del comune greco di Rodi, dell'omonima unità periferica, nella periferia dell'Egeo Meridionale.
È stato un comune autonomo fino a gennaio 2011, quando a seguito della riforma amministrativa detta programma Callicrate, fu soppresso.
È un'antica città dell'isola di Rodi cui fa perfino riferimento Omero. Fiorì in epoca dorica divenendo il centro principale dell'isola, parte dell'esapoli dorica (dal V secolo a.C. della Pentapoli dorica). I suoi abitanti fondarono Gela nel 688 a.C. Sono state rinvenute tracce del tempio di Dioniso e del teatro scavato nella roccia. Sulla collina davanti all'Acropoli esiste un monumento sepolcrale a cupola, il cosiddetto sepolcro di Cleobulo risalente al 100 a.C.

## Amministrazione
La località è situata sulla costa orientale dell'isola di Rodi
a 50 km dal centro della città di Rodi. Il territorio del comune è montuoso e boscoso (ma molti boschi sono andati perduti negli incendi degli anni ottanta). La sede del comune è nella città di Lindo che sorge sul sito dell'antico centro urbano.

## L'acropoli di Lindo

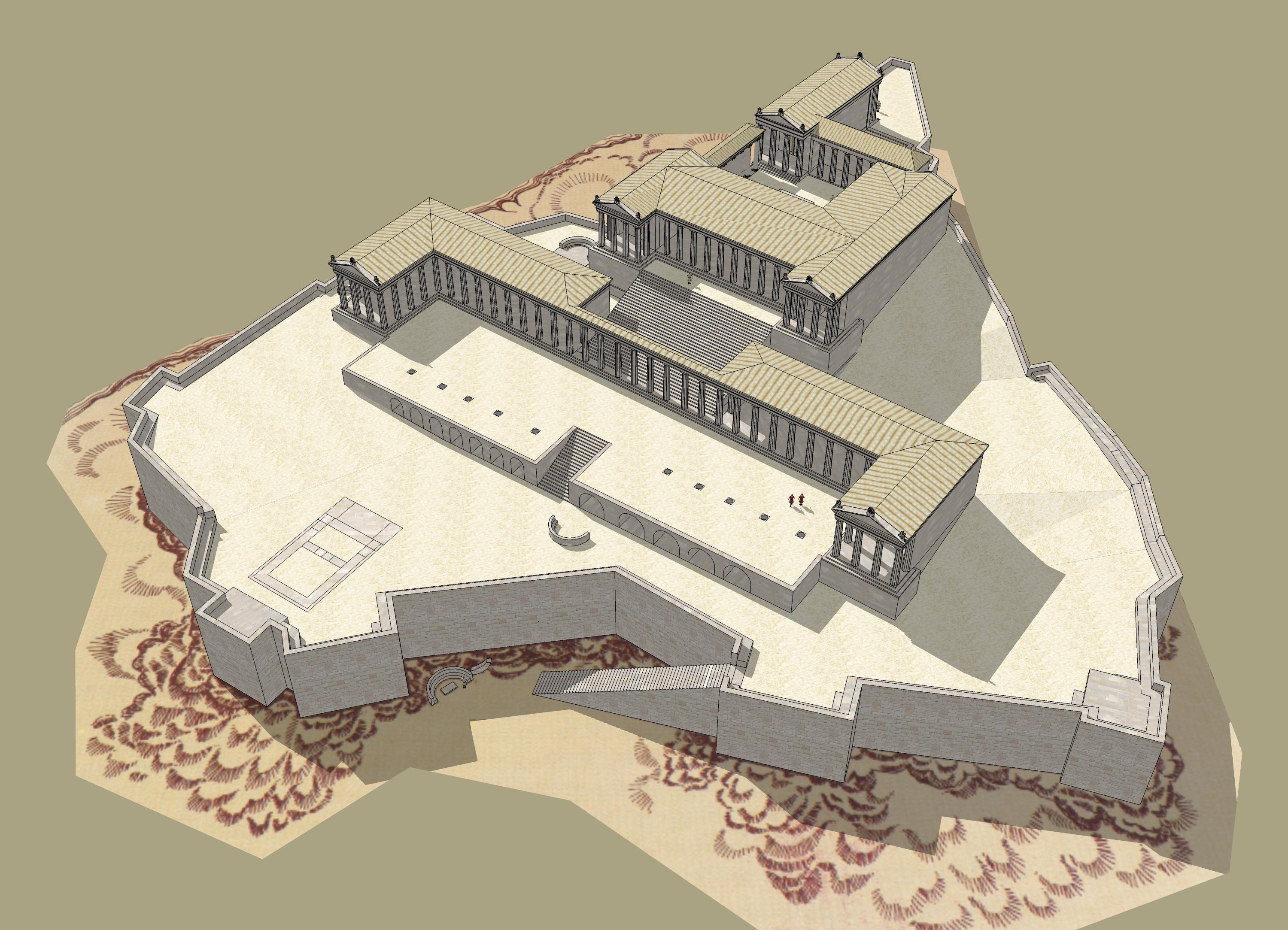
Ricostruzione dell'acropoli di Lindo

L'acropoli di Lindo si trova su una collina a precipizio sul mare alta 116 m. Vi si trovava il tempio dorico di Atena Lindia (del IV secolo a.C.). Sulle basi delle statue che ornavano l'interno furono trovate epigrafi degli artisti che le eseguirono. In un antico testo epigrafico leggiamo l'inventario delle offerte e delle epifanie della dea.
Il castello di Lindo giace anch'esso sul sito dell'antica acropoli. Fu fatto dai Cavalieri di Rodi nel XIV secolo e ricostruito ai tempi del dominio italiano 1912-1947. In cima alla scala di accesso vi è un rilievo raffigurante una nave sulla quale poggiava la statua dell'ammiraglio Agesandro di Mikion, opera di Pitocrito, l'artista che realizzò la Nike di Samotracia esposta al Louvre. All'interno c'è un vasto cortile con tre cisterne, i resti di una chiesa bizantina dedicata a San Giovanni e alcune colonne del III secolo a.C. che facevano parte della vasta stoà del periodo ellenistico, modello ripreso in varie zone dell'Italia centrale in seguito alla diffusione della cultura ellenistica dopo la conquista romana dell'area. Un esempio è il santuario ellenistico-romano presente nell'area archeologica La Cuma a Monte Rinaldo.

## Comunità
Dell'ex comune di Lindo fanno parte le comunità di:
- Càlato (Kalathos)
- Laerma
- Lardo (Lardos)
- Pilona (Pylona)

## Galleria d'immagini

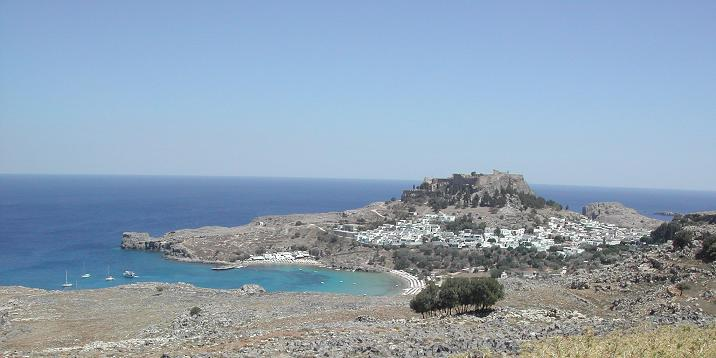
Panorama di Lindo
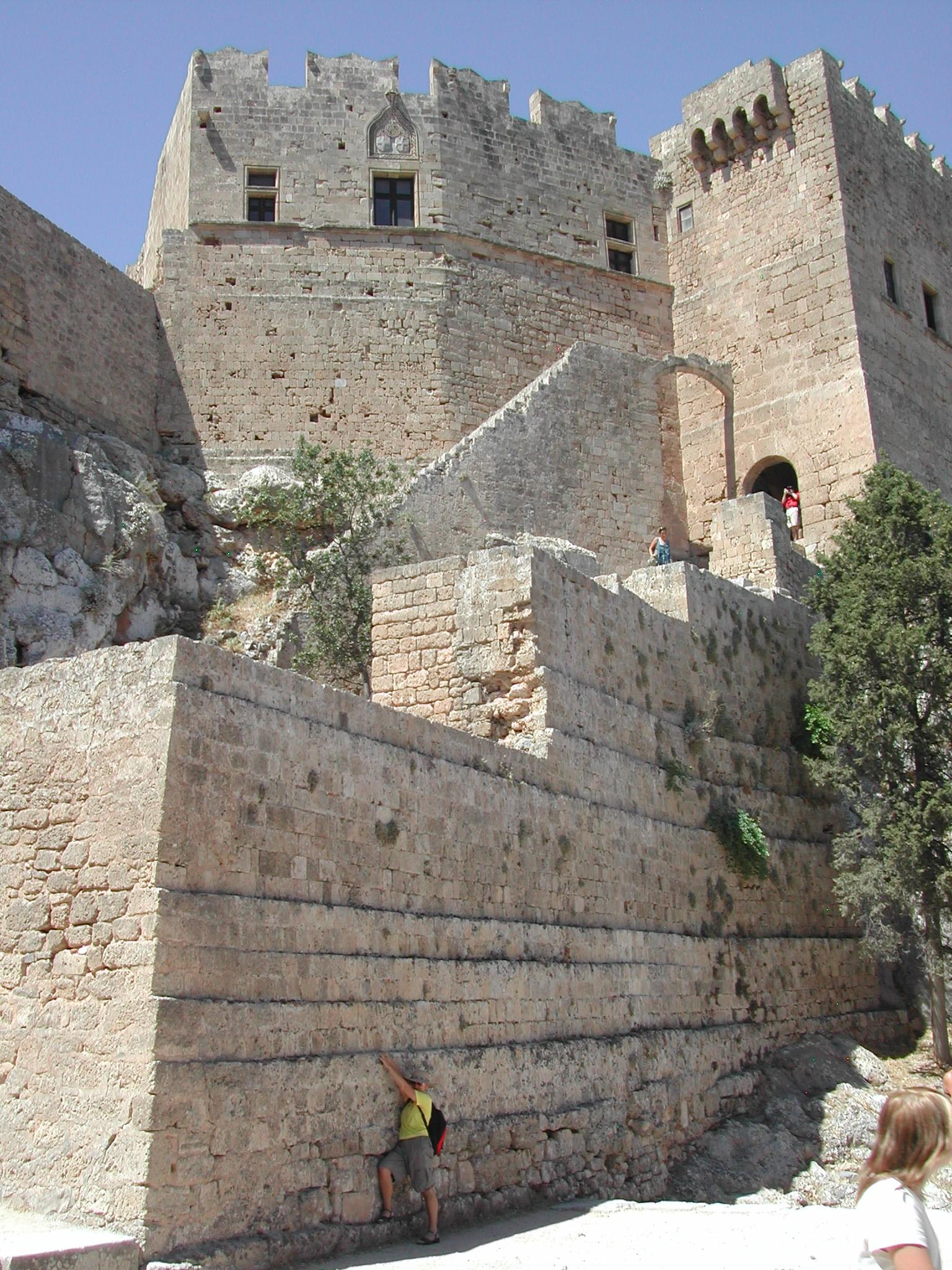
Il castello sull'Acropoli
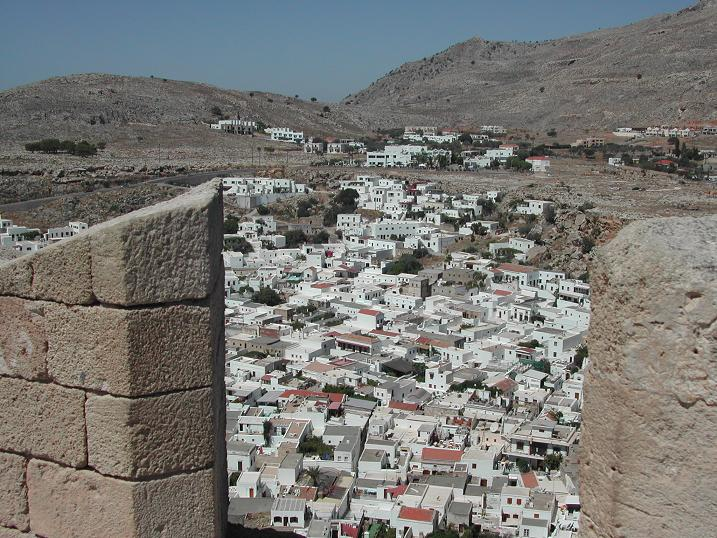
Le famose case bianche di Lindo viste dall'Acropoli
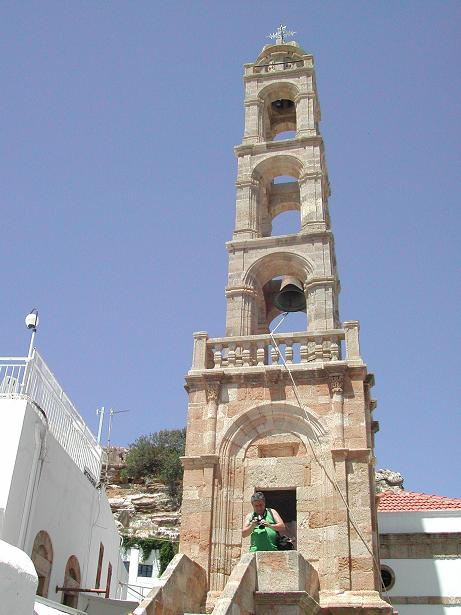
Campanile della chiesa ortodossa della Panagia
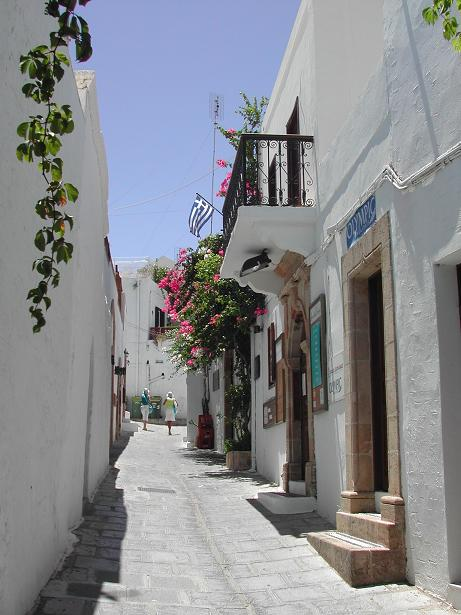
Uno dei caratteristici vicoli di Lindo
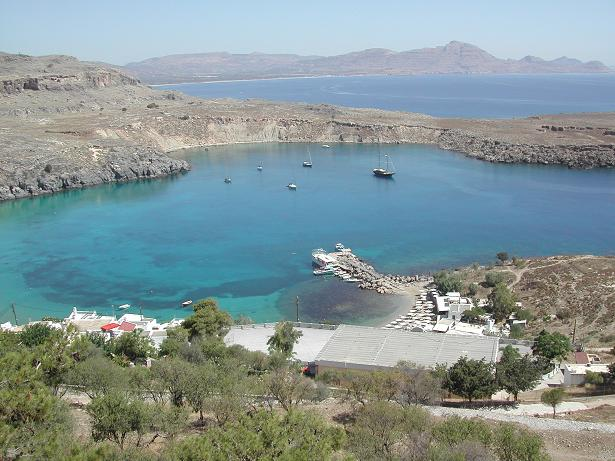
Il porticciolo nella baia di Lindo
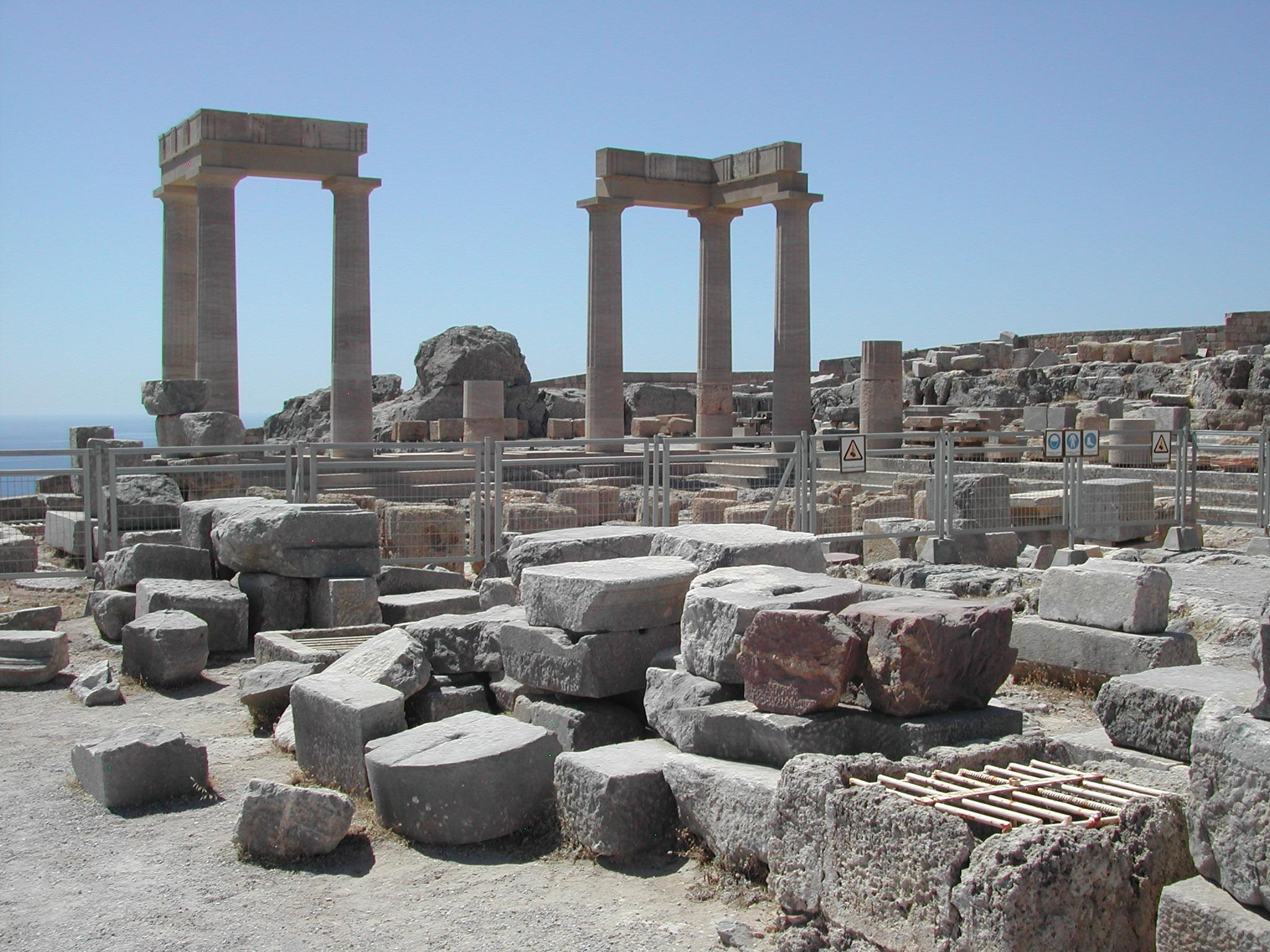
Acropoli di Lindo
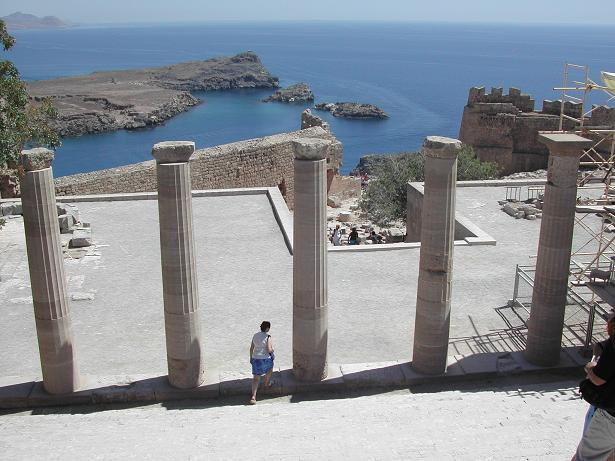
Acropoli di Lindo
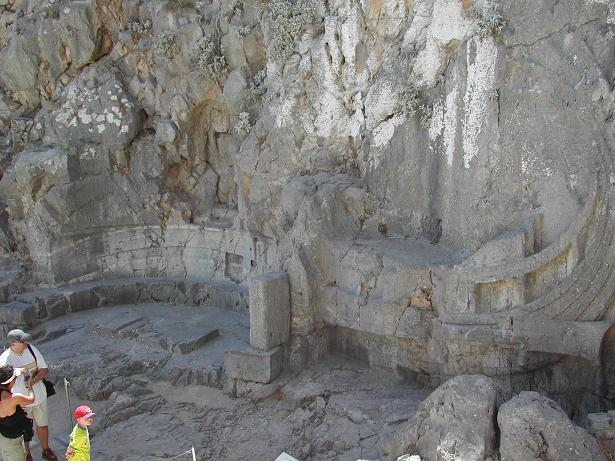
La nave di Agesandro di Mikion
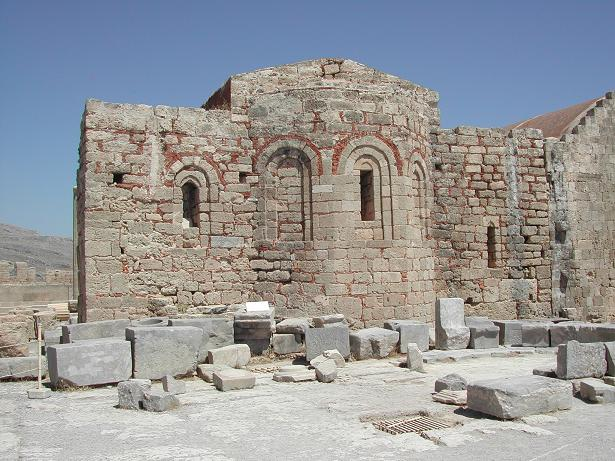
Chiesa bizantina sull'Acropoli
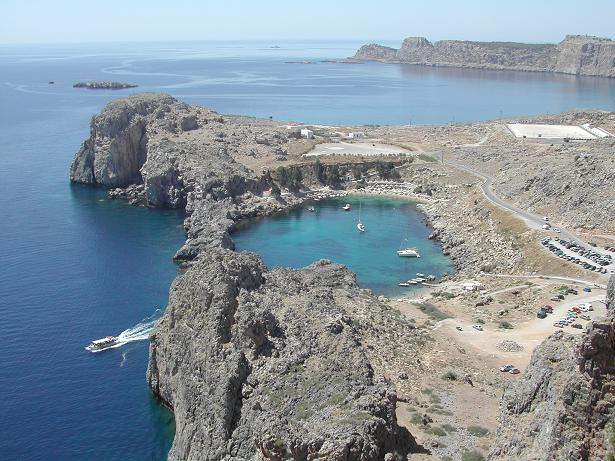
Baia di S. Paolo
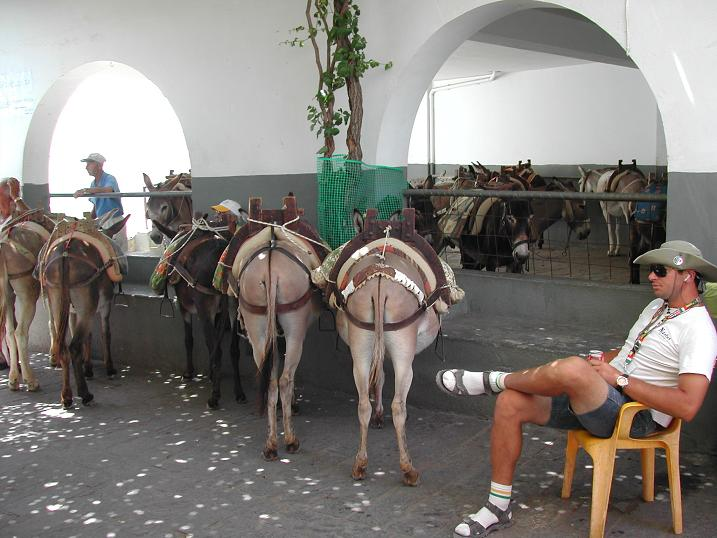
Stazione degli Asini
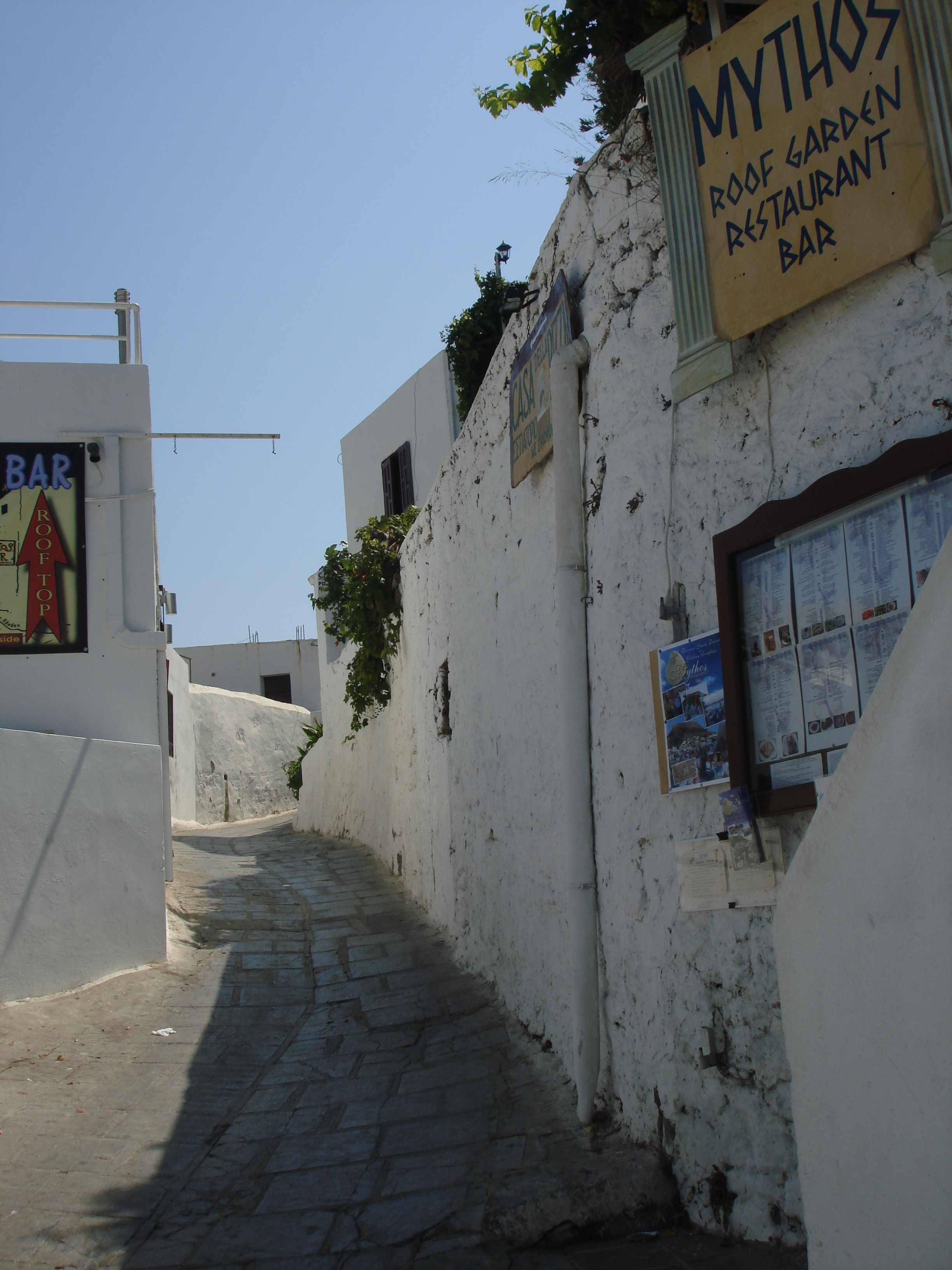
Strada in Lindo
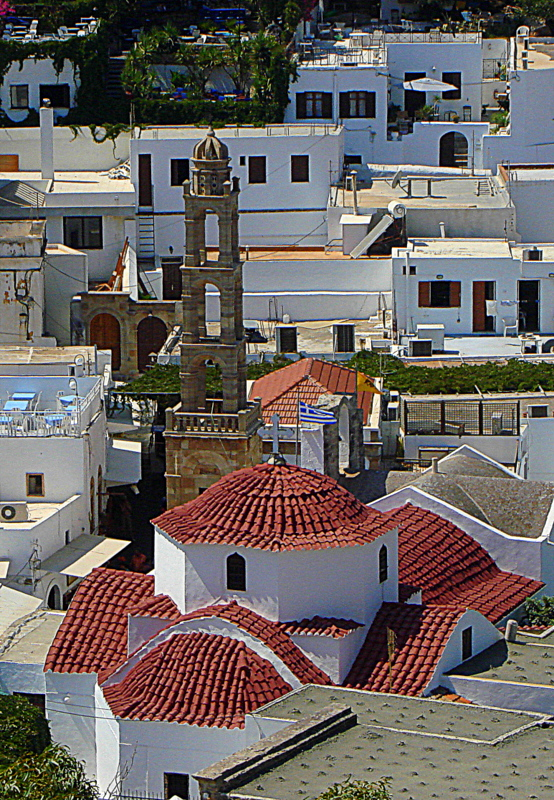
La Chiesa della Panagia
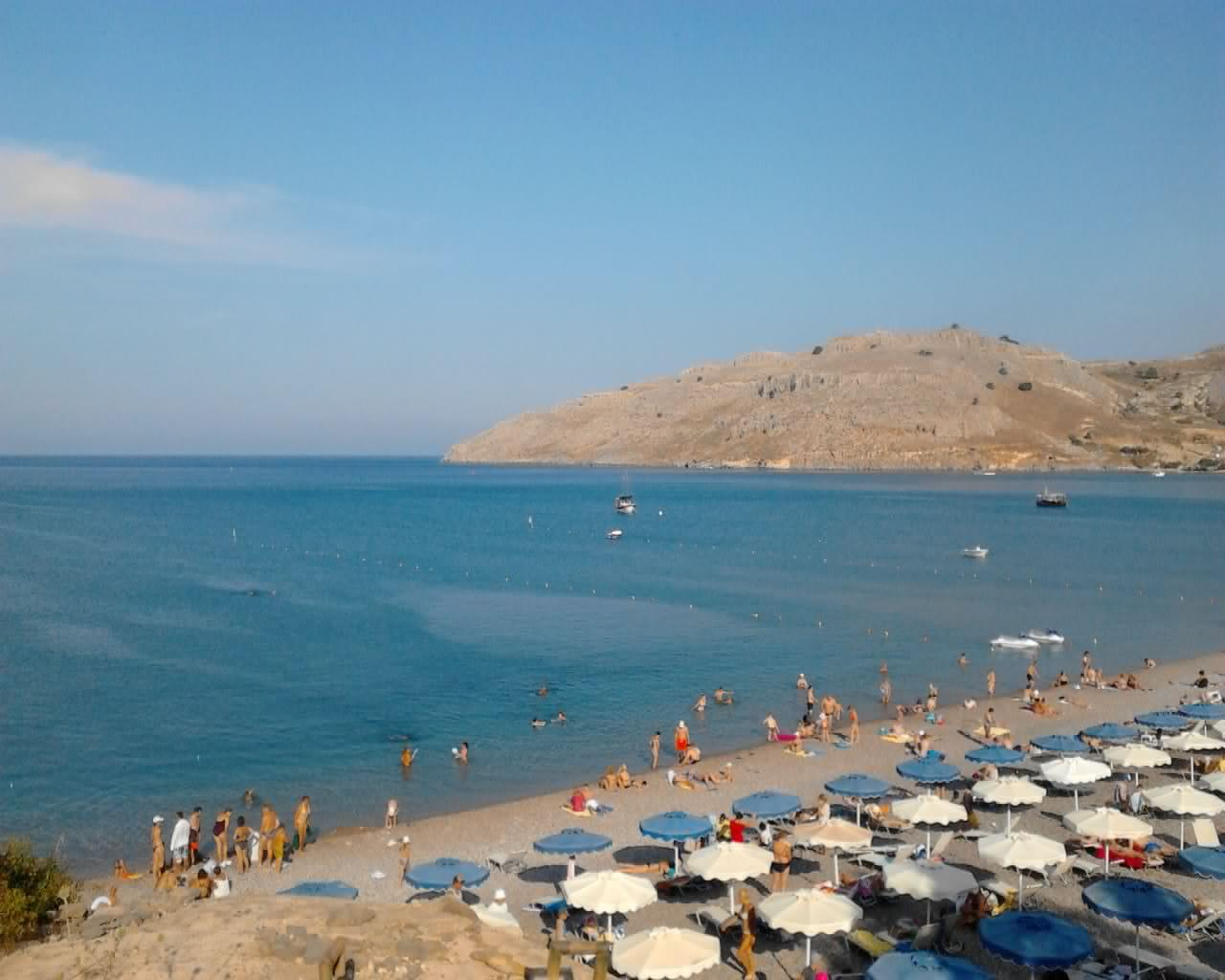
La spiaggia di Baia Vliha e il Monte Marmari sullo sfondo
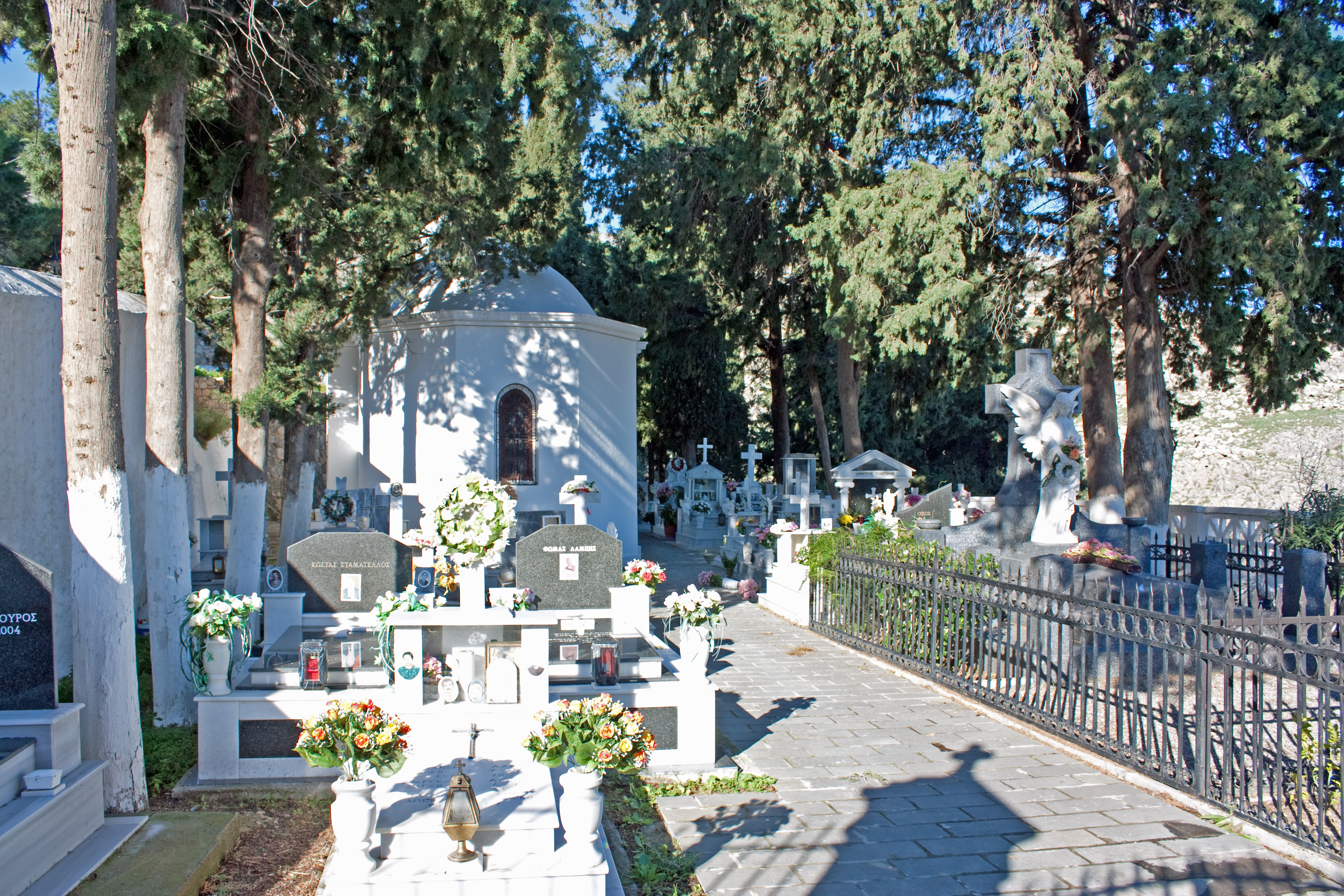
Il cimitero
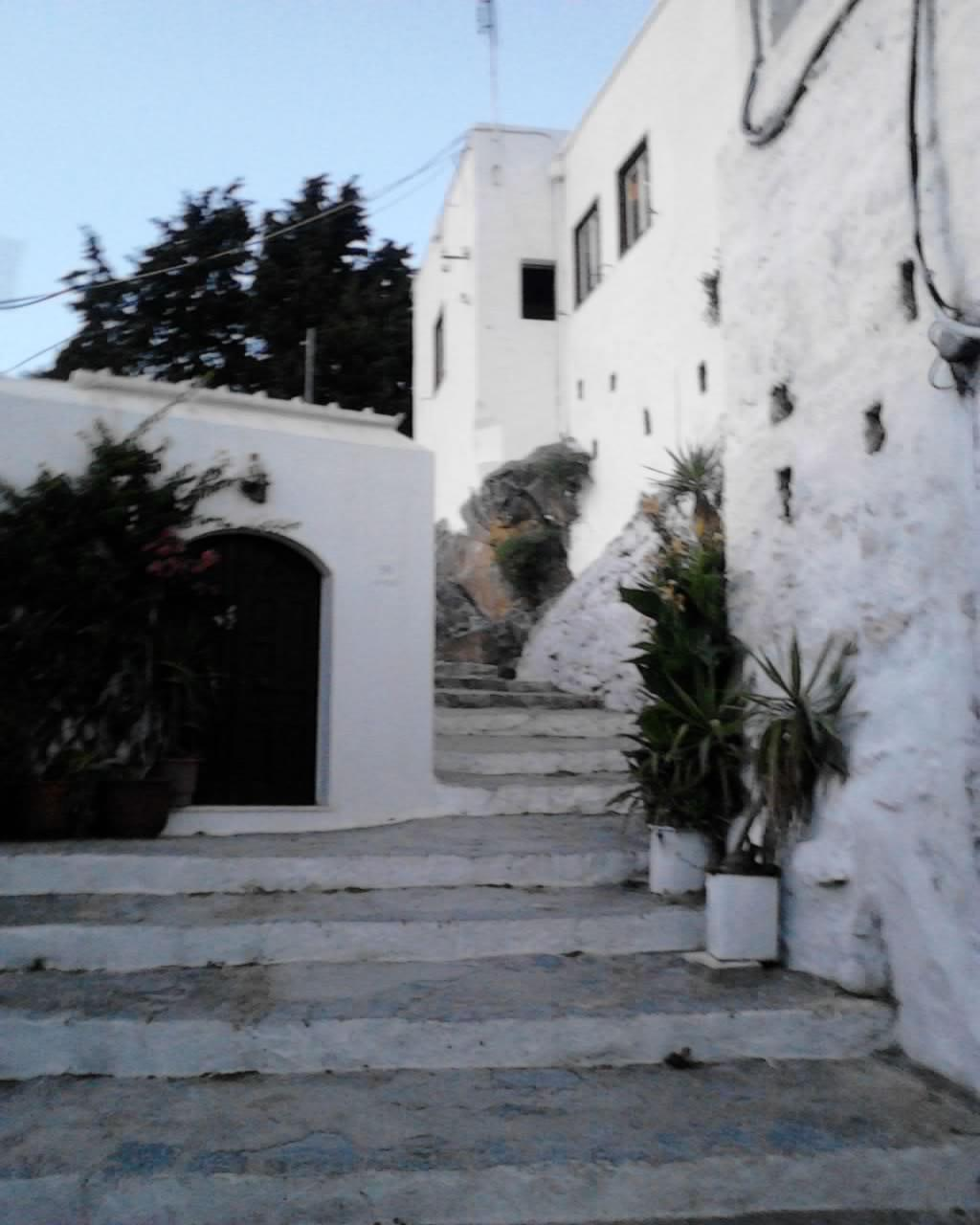
Caratteristici edifici bianchi di Lindo
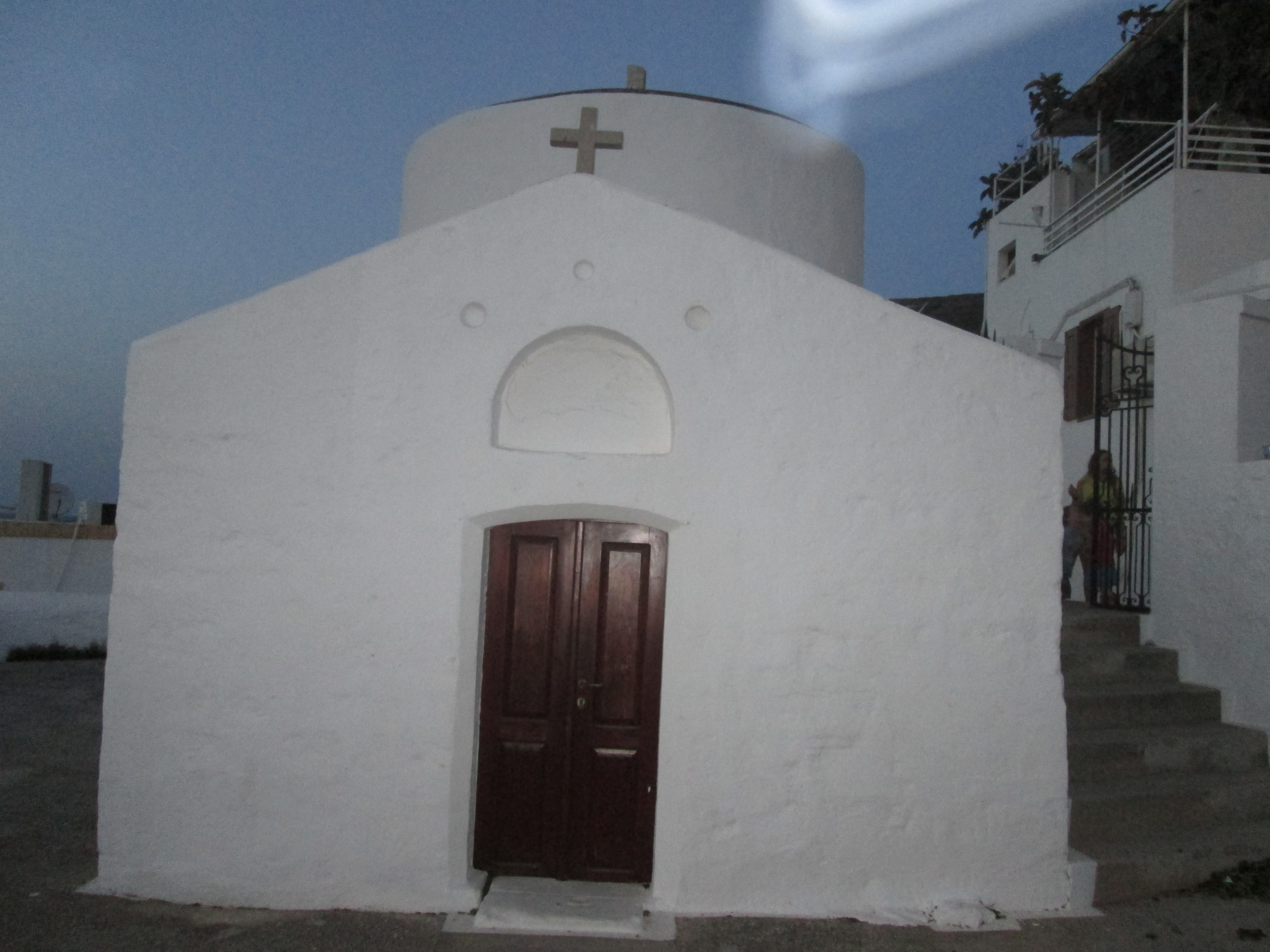
La Cappella di San Giorgio (XIV secolo)
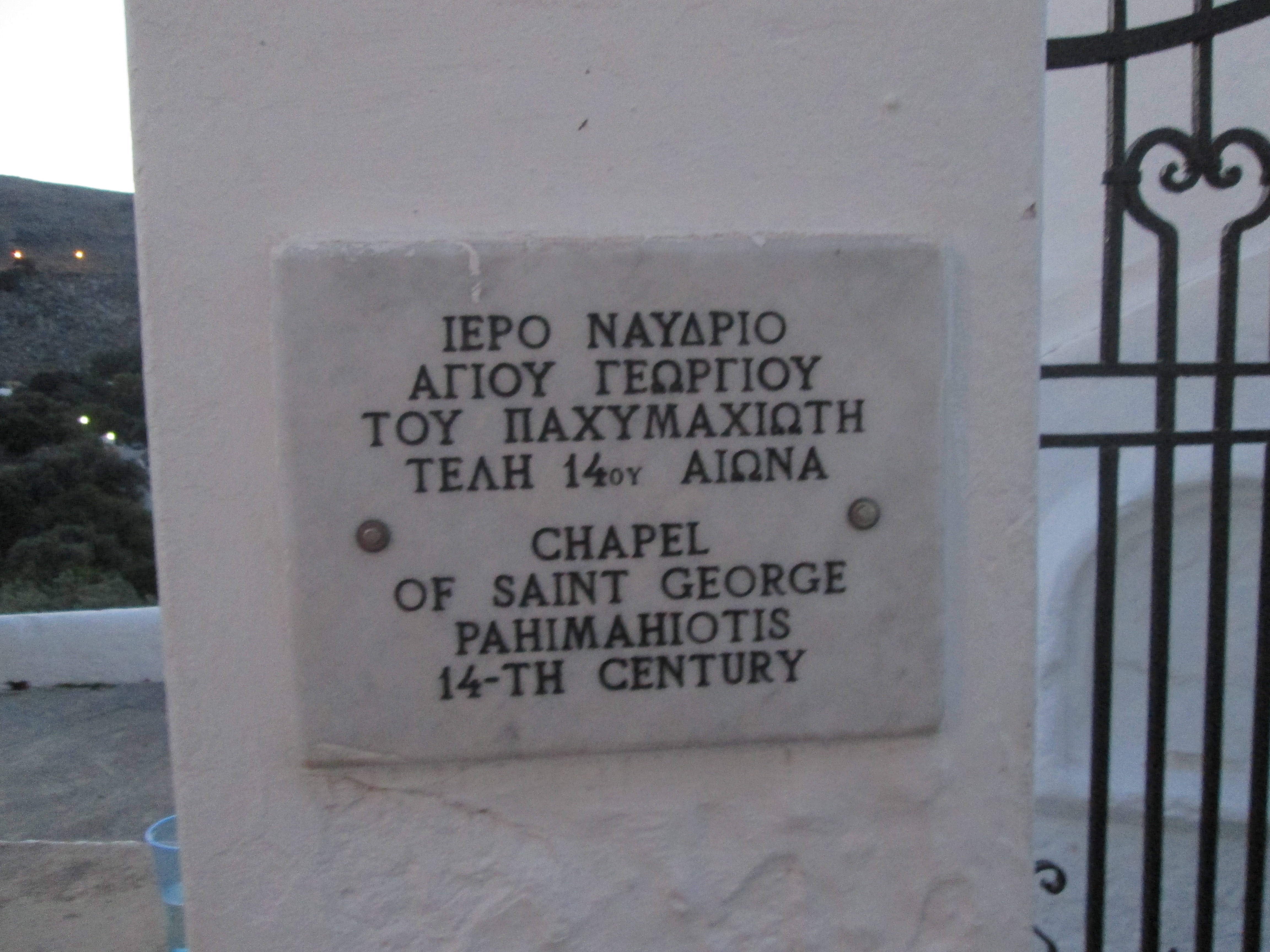
Targa della Cappella di San Giorgio (XIV secolo)